# Matthias May
Matthias May (* 5. Juni 1884 in Köln; † 28. Juli 1923 in Linz) war ein deutscher Maler und Grafiker aus Köln. Er gründete zu Beginn der 1920er-Jahre in Linz eine Kunstschule, bevor er 1922 nach München ging und kurz darauf starb.

## Leben und Wirken
Er erhielt seine erste künstlerische Ausbildung an der Kunstgewerbeschule in Köln und ab 1905 an der Akademie der Bildenden Künste München bei Wilhelm von Diez und Angelo Jank. Durch die Heirat mit der Linzer Malerin Paula Pillesmüller kam er 1914 nach Linz, wo er sechs Jahre später eine Kunstschule eröffnete, die trotz guten Zuspruchs bald wieder geschlossen wurde. 
Zu seinen Schülern zählten Vilma Eckl, Anton Lutz, Karl Vornehm, Rudolf Steinbüchler, Hanns Kobinger, Rudolf Feischl, Joseph Neukirch, Josef Schnetzer, Fanny Newald und Herbert Bayer.
Sein künstlerisches Spektrum reichte vom deutschen Realismus Wilhelm Leibls in der Frühphase über post-impressionistische Werke während seiner wichtigsten Schaffensperiode mit deutschen Impressionisten, allen voran Max Slevogt, Lovis Corinth und Max Liebermann als Vorbilder. In seiner kurzen Spätphase gewannen Zeichnungen sowie figürliche Gruppenkompositionen und Ölarbeiten mit Tendenzen zur Abstraktion, beeinflusst von Gustave Courbet und Paul Cézanne an Bedeutung.

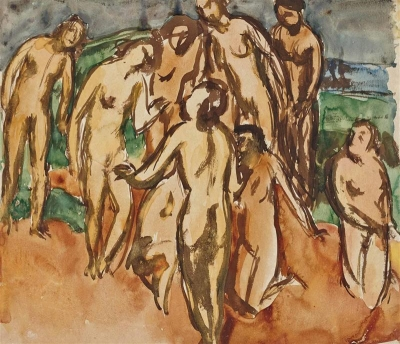
Figurale Darstellung (zugeschrieben)

## Ausstellungen
- Insgesamt acht Gedächtnisausstellungen seiner expressionistischen, starkfarbigen Gemälde und seiner Graphiken fanden in Köln, Linz und München statt,[3] darunter die Jubiläumsausstellung Matthias May – Ein Kölner Maler und seine Schule im Nordico 2003/2004 mit insgesamt 200 Werken des Künstlers. Dazu ist auch ein Ausstellungskatalog erschienen.[4]

## Auszeichnungen
- 1941 wurde in Linz der Matthias-May-Gang nach dem Künstler benannt.